# Mistrzostwa Europy w Lekkoatletyce 2022 – bieg na 5000 m mężczyzn
Bieg na 5000 metrów mężczyzn – jedna z konkurencji biegowych rozgrywanych podczas lekkoatletycznych mistrzostw Europy na Stadionie Olimpijskim w Monachium.

## Terminarz
Źródło: european-athletics.com.
| Data        | Godzina |       |
| ----------- | ------- | ----- |
| 16 sierpnia | 21:08   | Finał |

## Rekordy
Tabela prezentuje rekord świata, rekord Europy, rekord mistrzostw Europy oraz najlepsze wyniki na listach światowych i eruopejskich w sezonie 2022 przed rozpoczęciem mistrzostw. Źródło: european-athletics.com, worldathletics.org.
|                          | Zawodnik           | Wynik    | Miejsce             | Data                  |
| ------------------------ | ------------------ | -------- | ------------------- | --------------------- |
| Rekord świata            | Joshua Cheptegei   | 12:35,36 | Monako              | 14 sierpnia 2020(dts) |
| Rekord Europy            | Jakob Ingebrigtsen | 12:48,45 | Florencja           | 10 czerwca 2021(dts)  |
| Rekord mistrzostw Europy | Jack Buckner       | 13:10,15 | Stuttgart           | 31 sierpnia 1986(dts) |
| Listy światowe           | Nicholas Kimeli    | 12:46,33 | Rzym                | 9 czerwca 2022(dts)   |
| Listy europejskie        | Jakob Ingebrigtsen | 13:02,03 | San Juan Capistrano | 6 maja 2022(dts)      |

## Rezultaty

### Finał
Źródło: european-athletics.com.
| Pozycja | Zawodnik               | Państwo         | Czas     | Uwagi |
| ------- | ---------------------- | --------------- | -------- | ----- |
| 01 !    | Jakob Ingebrigtsen     | Norwegia        | 13:21,13 |       |
| 02 !    | Mohamed Katir          | Hiszpania       | 13:22,98 | SB    |
| 03 !    | Yemaneberhan Crippa    | Włochy          | 13:24,83 |       |
| 4.      | Andreas Almgren        | Szwecja         | 13:26,48 | PB    |
| 5.      | Mike Foppen            | Holandia        | 13:27,93 |       |
| 6.      | Sam Parsons            | Niemcy          | 13:30,38 |       |
| 7.      | Andrew Butchart        | Wielka Brytania | 13:31,47 |       |
| 8.      | Brian Fay              | Irlandia        | 13:31,87 |       |
| 9.      | Sam Atkin              | Wielka Brytania | 13:32,35 |       |
| 10.     | Jonas Glans            | Szwecja         | 13:32,71 |       |
| 11.     | Isaac Kimeli           | Belgia          | 13:33,39 |       |
| 12.     | Abdessamad Oukhelfen   | Hiszpania       | 13:33,63 |       |
| 13.     | Pietro Riva            | Włochy          | 13:34,09 |       |
| 14.     | Adel Mechaal           | Hiszpania       | 13:35,92 |       |
| 15.     | Jonas Raess            | Szwajcaria      | 13:36,18 |       |
| 16.     | Darragh McElhinney     | Irlandia        | 13:39,11 |       |
| 17.     | Narve Gilje Nordås     | Norwegia        | 13:39,12 |       |
| 18.     | Elzan Bibić            | Serbia          | 13:39,60 |       |
| 19.     | Hugo Hay               | Francja         | 13:45,63 |       |
| 20.     | Davor Aaron Bienenfeld | Niemcy          | 13:45,70 |       |
| 21.     | Patrick Dever          | Wielka Brytania | 13:45,89 |       |
| 22.     | Joel Ibler Lillesø     | Dania           | 13:50,24 |       |
| 23.     | Michael Somers         | Belgia          | 13:57,82 |       |
| 24.     | Felix Bour             | Francja         | 14:05,84 |       |